# Schulstraße 9 (Hedersleben)

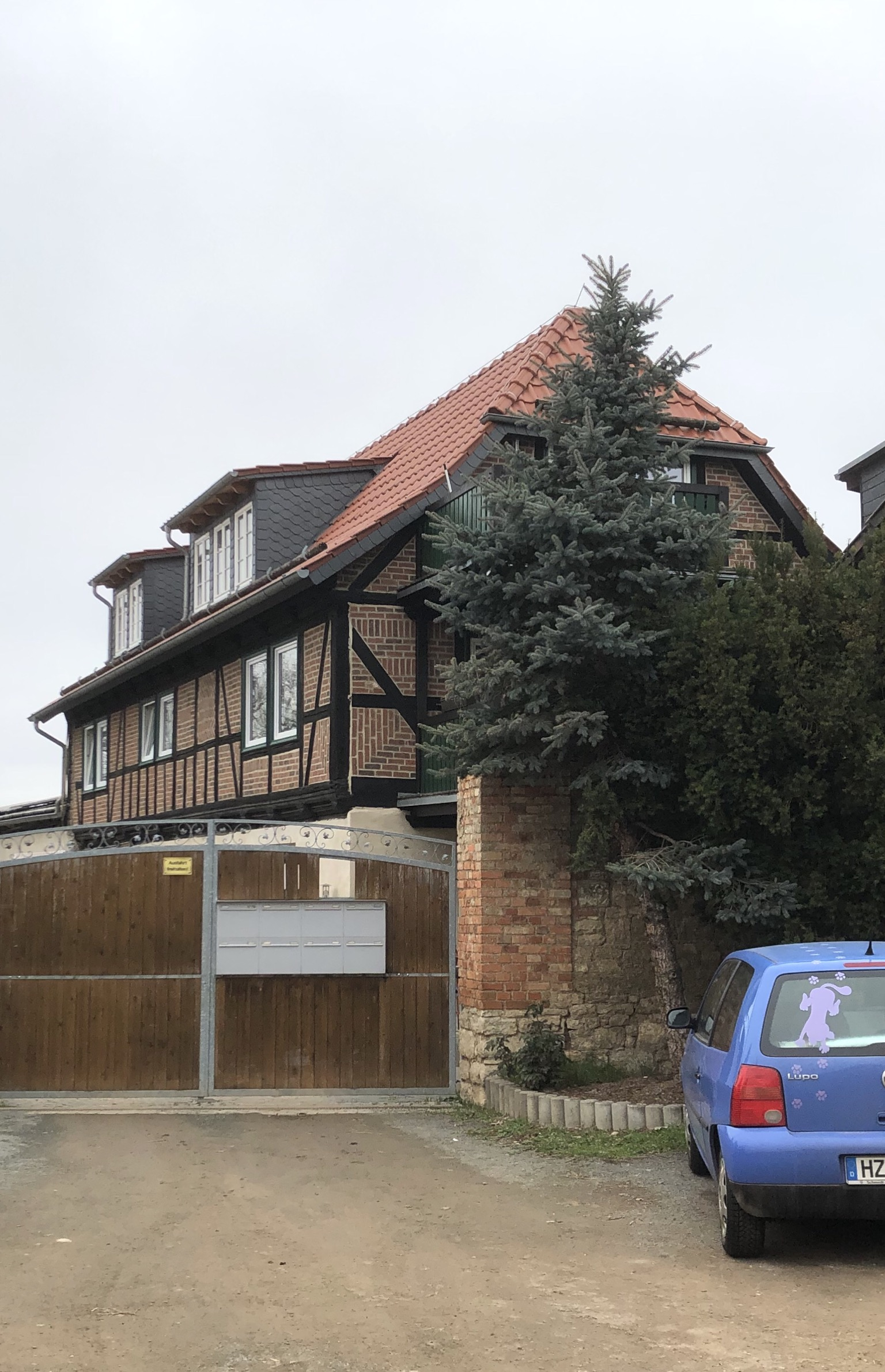
Schulstraße 9 im Jahr 2020

Das Haus Schulstraße 9 ist ein denkmalgeschütztes Bauernhaus in Hedersleben in Sachsen-Anhalt.
Es befindet sich auf der Westseite der Schulstraße nahe ihrem nördlichen Ende.

## Architektur und Geschichte
Das zweigeschossige Wohnhaus entstand in der Zeit um das Jahr 1700. Während das Erdgeschoss in massiver Bauweise aus Bruchstein errichtet wurde, ist das obere Geschoss in Fachwerkbauweise gebaut. Sowohl die Stockschwelle als auch Füllhölzer und das Traufgebälk sind profiliert. Die Enden der Balken der Geschossdecke sind als Pyramidenbalkenköpfe ausgeführt. Darüber hinaus besteht eine Leiterbrüstung und eine mit Zierformen versehene Ausmauerung der Gefache.
Bedeckt ist das Haus mit einem Krüppelwalmdach. Die Grundstückseinfriedung besteht aus einer Bruchsteinmauer. 
Anfang des 21. Jahrhunderts erfolgte eine Sanierung des Gebäudes.
Im örtlichen Denkmalverzeichnis ist das Bauernhaus unter der Erfassungsnummer 094 45474 als Baudenkmal eingetragen.